# 小行星3190
小行星3190（3190 Aposhanskij）是一颗绕太阳运转的小行星，为主小行星带小行星。该小行星于1978年9月26日发现。
該小行星以蘇聯詩人和新聞記者弗拉基米爾·米哈伊洛维奇·阿波桑斯基（Vladimir Mikhailovich Aposhanskij）命名。

## 轨道参数
小行星3190的轨道半长轴为2.9943065 UA，离心率为0.118。